# Наньху
Наньху́ (кит. упр. 南湖, пиньинь Nánhú) — район городского подчинения городского округа Цзясин провинции Чжэцзян (КНР).

## История
Когда китайские земли впервые в истории были объединены в единое государство, Цинь Шихуанди основал здесь уезд Цюцюань (囚拳县). Впоследствии название уезда исказилось в Юцюань (由拳县). В эпоху Троецарствия уезд был в 231 году переименован в Хэсин (禾兴县). Правитель царства У Сунь Цюань в 242 году сделал своего сына Сунь Хэ наследником престола; соблюдая практику табу на имена, чтобы избежать использования иероглифа, читающегося так же, как имя наследника, уезд был переименован в Цзясин (嘉兴县).
В 908 году была создана Кайюаньская управа (开元府), под управлением которой были уезды Цзясин, Хуатин и Хайянь; власти управы размещались в уезде Цзясин. В 932 году управа была расформирована. Во времена Поздней Тан в 940 году была образована область Сючжоу (秀州), объединяющая 4 уезда.
Во времена империи Сун область Сючжоу была переименована в округ Цзяхэ (嘉禾郡). Так как именно здесь родился Чжао Шэнь, впоследствии взошедший на трон как император Сяо-цзун, то после его смерти округ Цзяхэ был в 1195 году поднят в статусе, став Цзясинской управой (嘉兴府) и получив статус «бывшей столицы». После монгольского завоевания было введено новое административное деление, и в 1276 году Цзясинская управа стала Цзясинским регионом (嘉兴路). После того, как Чжу Юаньчжан сверг правление монголов, Цзясинский регион в 1366 году вновь стал Цзясинской управой, которая была подчинена напрямую императорскому двору.
В 1430 году северо-западная часть уезда Цзясин была выделена в отдельный уезд Сюшуй (秀水县).
После Синьхайской революции управы были упразднены, а уезды Цзясин и Сюшуй были в 1912 году объединены в уезд Цзяхэ (嘉禾县). Так как оказалось, что в провинции Хунань имеется уезд с точно таким же названием, в 1914 году уезд Цзяхэ был переименован в Цзясин.
После образования КНР в 1949 году был образован Специальный район Цзясин (嘉兴专区), и эти места вошли в его состав; урбанизированная часть уезда Цзясин была при этом выделена в отдельный город Цзясин. В 1953 году город Цзясин был выведен из состава Специального района и подчинён напрямую правительству провинции Чжэцзян, но в 1958 году он был возвращён в состав Специального района. В 1959 году власти Специального района переехали из города Цзясин в город Хучжоу. 
В 1973 году Специальный район Цзясин был переименован в Округ Цзясин (嘉兴地区).
В 1981 году уезд Цзясин был расформирован, а его территория была включена в состав города Цзясин.
В октябре 1983 года был расформирован округ Цзясин, а вместо него были образованы городские округа Цзясин и Хучжоу; город Цзясин был при этом упразднён, а на его территории были созданы Городской (城区) и Пригородный (郊区) районы городского округа Цзясин.
В ноябре 1993 года Городской район был переименован в район Сючэн (秀城区).
В мае 2005 года район Сючэн был переименован в район Наньху.

## Административное деление
Район делится на 8 уличных комитетов и 5 посёлков.